# Ranson's Folly
Ranson's Folly er en amerikansk stumfilm fra 1915 af Richard Ridgely.

## Medvirkende
- Marc McDermott som Patrick Cahill.
- Mabel Trunnelle som Mary Cahill.
- Edward Earle som Ranson.
- Joseph Bingham som John Spaulding.
- Gladys Leslie som Miss Perry.